# Limestone County, Alabama
Limestone County är ett administrativt område i delstaten Alabama, USA. År 2010 hade countyt 82 782 invånare. Den administrativa huvudorten (county seat) är Athens.

## Geografi
Enligt United States Census Bureau har countyt en total area på 1 572 km². 1 471 km² av den arean är land och 101 km² är vatten.

### Angränsande countyn
- Giles County, Tennessee - nord
- Lincoln County, Tennessee - nordöst
- Madison County, Alabama - öst
- Morgan County, Alabama - sydöst
- Lawrence County, Alabama - sydväst
- Lauderdale County, Alabama - väst

### Orter
- Ardmore
- Athens (huvudort)
- Decatur (delvis i Morgan County)
- Elkmont
- Huntsville (delvis i Madison County)
- Lester
- Madison (delvis i Madison County)
- Mooresville